# ウルトラマンコスモスVSウルトラマンジャスティス THE FINAL BATTLE
『ウルトラマンコスモスVSウルトラマンジャスティス THE FINAL BATTLE』（ウルトラマンコスモス ブイエス ウルトラマンジャスティス ザ ファイナルバトル）は、2003年8月2日に全国松竹系映画館にて公開された円谷プロダクション製作の特撮映画。
同時上映は『新世紀2003ウルトラマン伝説 THE KING'S JUBILEE』。 
キャッチコピーは「コスモス死す?! 2大ヒーロー激突!!」、「人類消滅まで35時間… 君の想いが新たな奇跡（ウルトラマン）を呼ぶ!」。

## 概要
『ウルトラマンコスモス』の劇場版第3作にしてシリーズ最終作で、前年公開の『ウルトラマンコスモス2 THE BLUE PLANET』の後の世界を描いた作品。
前作では顔見せ程度の登場であったウルトラマンジャスティスは、本作品ではキャラクターを掘り下げられており、人間体ジュリや新形態クラッシャーモードなどを披露している。
コスモスについては、テレビシリーズで戦闘形態として頻繁に活躍したコロナモードは本作品には登場しないが、前作に引き続きスペースコロナモードが登場する他、新たな最強形態フューチャーモードを初披露。また、シリーズ初の複合ウルトラマンウルトラマンレジェンドも登場する。
前作に引き続き『ウルトラマンティガ』『ウルトラマンダイナ』『ウルトラマンガイア』『ウルトラマンネオス』で特捜チームの隊長・副隊長・隊員を演じた俳優たちが出演している。
本作品の音楽は前作と同様、『ティガ』『ダイナ』で劇伴音楽を担当した矢野立美が担当した。
上記の通り『ウルトラマンコスモス』は本作品で終了したが、映画『ウルトラマンサーガ』や『劇場版 ウルトラマンギンガS 決戦!ウルトラ10勇士!!』以降では本作品以後の世界が描かれている。
監督の北浦と撮影の大岡によれば当初の企画では、「ウルトラヒーロー29体総登場」の映画がプロデューサーの鈴木より構想されており、台本まで完成したものの撮影時期の問題などから本作品の企画へ変更されたことを述懐している。

## ストーリー
サンドロスを倒した3年後の物語の2015年。ムサシは宇宙開発センターの大型宇宙輸送宇宙ロケット・コスモ・ノアのパイロットとして地球の怪獣たちと共に宇宙に行くことになった。
コスモ・ノアの見送りに新生TEAM EYESの隊長となったフブキがきた。楽しく雑談しながらコスモ・ノアに向かう途中ムサシはジュリに出会う。そしてジュリはなぜお前とコスモスは同化したと問う。その時、TEAM EYES基地から謎のメッセージが届くと同時に空から謎の飛行物体そしてその中からグローカーボーンが出てきた。
駆け付けたコスモスと共に戦うムサシ、だがそのコスモスの前にあのジャスティスが敵として襲い掛かってきた。困惑するコスモスは、ジャスティスに反撃できず圧倒され、グローカーボーンの攻撃からコスモ・ノアを庇って消滅してしまう。一方、デラシオンが地球全ての生き物をリセットすると決定した。果たして勝つのは、ジャスティスの宇宙正義か、それとも、コスモスの地球愛か。

## 登場人物
春野ムサシ / ウルトラマンコスモス
前作に引き続き宇宙開発センターのアストロノーツを務める。すべてを守るために再びコスモスと一体化した。
ジュリ / ウルトラマンジャスティス
本作品の実質上の主人公。ジャスティスの地球の滞在時の姿。デラシオンの代理人として地球に派遣され、宇宙正義の下した決定を伝えてきた。腕からは電撃を放つ。過去にサンドロスを信じて見逃したことがトラウマとなり、人間の持つ奇跡を信じておらず非情とも思える態度を示していたが、地球怪獣などの姿を見て自らコスモスを信じ希望をもつようになった。無表情で沈着冷静だが、根は優しい人物であるようで、ラストでほほ笑むシーンが見られる。また、宇宙正義の下した決定に反旗を翻すことも多い。
- 女性が演じているが、男でも女でもない性別を超越した中性的な存在として描かれている。企画時は美青年のイメージであったが、純粋なムサシと対峙するキャラクターであることと宇宙正義を背景としうる存在とするために現在の形となった。

### TEAM EYES
第2世代メンバーとなったTEAM EYES。装備やメカニック、司令室内のレイアウトも一新されている。
第1世代メンバーは、敬意を表して“THE EYES（ジ アイズ）”と呼ばれ伝説的な存在となっている。現在は一線を退きそれぞれの道を歩んでいるが、今回行方不明になったムサシの捜索のために一堂に会する。第1世代メンバーについては、第2世代隊長のフブキ ケイスケ（風吹圭介）も含めウルトラマンコスモス#TEAM EYESメンバーを参照。
カシマ・エイイチ副隊長
第2世代メンバー副隊長。フブキ隊長に劣らぬ熱血漢であり、フブキの留守時にはチームをまとめることもある。
クラモト・ナツキ隊員
第2世代メンバーの紅一点。オペレーション担当。フブキ隊長と行動することが多い。知性派で冷静だが、デラシオンの脅威に戦意喪失をしかけてしまった。
ワタライ・カズオミ隊員
アナライズ担当。高いオペレーション能力を持ち、指令室でのコンソールを主任務とする。最後までデラシオンと交信を試みた。
ショウダ・リョウジロウ隊員
エースパイロット。実行力があり、レーダー解析も得意とする。少々血気盛んな一面も持つ。

### SRC
イケヤマ管理官についてはウルトラマンコスモスを参照。アカギ審議官についてはウルトラマンコスモス2 THE BLUE PLANETを参照。
オオワダ代表
SRC総責任者。前作では登場しなかった。SRC本部のバーチャル会議に出現したジュリに対してもその態度と姿勢を崩さない大きな人物である。

### その他
川瀬マリと春野みち子についてはウルトラマンコスモス THE FIRST CONTACTを参照。防衛軍のイヌガイ司令官とヒジカタ参謀についてはウルトラマンコスモス2 THE BLUE PLANETを参照。
ミオ
コスモスという愛犬と遊びながらジュリに出会った少女。危険を顧みず、瓦礫に挟まったコスモスを救おうとした。彼女がとった行動がジュリの生命を守ろうとする尊い気持ちを強く動かす。また、グローカールークと戦うジャスティスを応援したり、病院のテレビからフューチャーモードに変身したコスモスを見守っていた。

## 登場メカニック・アイテム・その他用語

### TEAM EYES
テックライガーシリーズ
テクノプラズマキネティックシステムを使用するテックサンダーをフルチューンナップした発展型で、新生EYESの主力作戦航空機。
テクノプラズマエンジンを小型化したテクノプラズマSエンジンを搭載した地球での行動時に使用する通常のテックライガーと、テクノプラズマSIIエンジンを搭載し、ゴールドスーパーストロールコーティングが機体外装に施された宇宙仕様タイプの単独での大気圏離脱や宇宙航行、V・STOLを可能とするKS（キネティック・システム）シリーズの2種類を配備している。
また核のコアモジュールは、形状に変化は無いがコクピット内部などは改良されており、ライガーのものはオレンジ、ライガーKSのものはイエローとカラーが異なる。
ライガー3・4号も存在するが、登場しなかった。また、レスキュー機能を重視したテックライガーKS-2は飛行バランスに問題が生じ、解消できなかったため実用化に至らなかった。

テックライガー1号
テックサンダー1号の後継機である超高速機動進化タイプで、コクピットの電飾のカラーはレッド。性能はサンダー1号の約3倍である。武装は、ブライトレーザーD射出砲と、強力威嚇弾や強力閃光弾・強力麻酔弾などを発射する多機能砲、ミサイルランチャーである。カシマとショウダが搭乗した。
- ミニチュアはテックサンダー1号の改造。

テックライガー2号
テックサンダー2号の後継機である特殊保護機進化タイプ。コクピットの電飾のカラーはブルー。大幅に機体性能が強化され、サンダー2号の3倍の性能を誇り、エアインテーク内のレーザー砲、多目的ビーム砲で武装し、レーザーラック射出機や多機能砲、マイクロフロー、ハイパー音波浮揚ビームなどの怪獣保護用に特化した装備も搭載する。フブキとナツキのペアが搭乗した。
- ミニチュアはテックサンダー2号の改造。

テックライガーKS-1
宇宙用超高速機動進化タイプで、コクピットの電飾のカラーと武装はライガー1号と同じブライトレーザーZ射出砲。フブキとナツキのペアで搭乗した。

テックライガーKS-3
宇宙用特殊支援機進化タイプで、コクピットの電飾のカラーはブルー。武装・装備は多機能砲やゴールドレーザーラック射出機など。カシマが搭乗した。

テックライガーKS-4
宇宙用特殊高速機進化タイプで、コクピットの電飾のカラーはイエロー。ブライトレーザーD射出砲や、エアインテーク内のレーザー砲、多機能砲や多目的ビーム砲、バドンミサイルなど多くの武装を備えている。ショウダが搭乗した。

### SRC
コスモ・ノア
地球外惑星に怪獣たちの楽園を築き、生態系に極力干渉せずに怪獣との共生の道を模索する「ネオユートピア計画」用の大型宇宙輸送ロケット。
本船に鏑矢諸島に保護されていた怪獣を乗せて、宇宙開発センターから遊星ジュランをはじめとする開拓惑星に移住させる予定だったが、物語序盤でグローカーボーンの襲撃により3機が破壊されてしまった。しかし、ラストシーンで見事に再建され、ムサシたちがパイロットを務めると同時にリドリアスら怪獣たちとともに宇宙へと旅立った。
- 発射台は後に『超星神グランセイザー』のガルーダの足元の台座、『超星艦隊セイザーX』のダークアルマーのミニチュアに流用された。

### 統合防衛軍
主力戦闘機
総攻撃や偵察に多用される機体で、グローカーに対し、これまでと同様の編隊攻撃を行った。
原子力潜水艦SSU78
アメリカ海軍所属の大型原子力潜水艦。太平洋上空のグローカーマザーに対してICBMを発射した。
- ミニチュアは『ゴジラvsキングギドラ』に登場した原子力潜水艦「むさし2号」の物を再使用。

軍事衛星
計4基が投入されたアメリカやロシアなどの各国のレーザー衛星。それぞれ形状は異なる。搭載されているレーザー砲は直径500キロの小惑星をも破壊できるほどの威力を誇るが、ギガエンドラには通用せず、グローカーに破壊された。
弾道ミサイル
アメリカ、イギリス、ロシアが発射したICBM。ギガエンドラに迎撃される。

## 登場ウルトラマン

### ウルトラマンコスモス

#### フューチャーモード
劇場版第3作で登場。光量子的空間を漂っていたムサシが仲間たちの「未来への可能性、夢を信じる心」で復活し、コスモスに未来を掴むための新たな光フューチャーエナジーを与えて、グローカーとの最終決戦に挑んだ時のスタイル。
「優しさ」「強さ」「勇気」に「希望」を体現した「未来を信じる、希望の巨人」のモードであり、コスモスの従来の形態を超越する最強のモードである。体色はエクリプスモードと同様だが、模様は異なる。
- デザインは丸山浩が担当した[17]。エクリプスモードをアップデートする形でまとめており、区別が付くようにトサカの形を変更している[18]。

能力・技
コスモストライク
フューチャーモードの必殺技である青い光線。コズミューム光線が新たな力フューチャーエナジーによって数倍にパワーアップした。グローカービショップの腕を破壊した。ギガエンドラには効かなかった。
フューチャーフォース
相手に自らのエネルギーを与える。ジャスティスを回復させた。
ゴールデンエクストラバリア
指先から発するコズミックエナジーとフューチャーエナジーを最大限に結集して作り出す、半球状の光の壁。ゴールデンライトバリアを上回るコスモス最強のバリアである。グローカービショップの光線を防いだ。ギガエンドラのイレイザーボールは防げなかった。
フューチャーパンチ
フューチャーモードで放つパンチ、ストレートやアッパーカットなどのバリエーションがある。
フューチャーキック
フューチャーモードで放つキック、飛び蹴りや回し蹴りなどのバリエーションを持つ。ジャスティスと同時にグローカービショップの体の一部を破壊した。
フューチャーチョップ
フューチャーモードで放つ手刀技、片手や両手で放つバリエーションがある。
フューチャースウィング（本編未使用）
敵を振り回して投げ捨てる大技。
フューチャーフラッシュ（本編未使用）
強烈な閃光を発して敵の体勢を崩す技。
ゴールデンライト・バリア
ゲーム作品『ウルトラマン Fighting Evolution3』で使用した技。基本的にはエクリプスモードが使用していたものと同様。
エクリプススパーク
ゴールデンライト・バリアと同じくゲーム作品『ウルトラマン Fighting Evolution3』で使用した技。基本的にはエクリプスモードが使用していたものと同様。

### ウルトラマンジャスティス
ジュリという人間の姿に変身して地球に降り立つ。宇宙正義に基づき、人類を守るウルトラマンコスモスと対決する。しかし、子犬を助けようとする少女の姿を見てコスモスが人類の未来を信じる理由を理解し、同じく宇宙正義に基づいて人類を滅ぼすためにやってきたグローカーに対して、コスモスと共闘する。そしてクラッシャーモードに覚醒、さらにはコスモスと一つになりウルトラマンレジェンドとなった。
ジャストランサー
ジュリからジャスティスの姿に戻る時に使用する変身バッジ。中央にカラータイマーのような形の青い石が埋め込んであり、普段は左側だけに翼状のパーツ1枚がある状態でジュリの左胸に装着されているが、変身時には2枚に展開する。
変身プロセス
ジュリが変身を決意しジャストランサーを右手に乗せると、ジャストランサーの羽が2枚に展開し、青い石から『正義の光』が放射される。そのまま胸の中心にジャストランサーを当てると、『正義の光』がジュリを包み込んで変身が完了する。

#### クラッシャーモード
スタンダードモードを上回る絶大なスピードとパワー、跳躍力を持つ超攻撃的モード。高い破壊力と持久力を併せ持つ。ジャスティスが真の正義を貫くときに発現すると言われる。
- デザインは丸山浩が担当した[23]。スタンダードモードをベースにトサカに色を付けたり、胸部のプロテクターのデザインを変更している[18]。頭部のキャラメル状の凸模様は、スタンダードモードが平らな面に対し、クラッシャーは頭部の局面に合わせて1つずつ削っている[18]。

能力・技
ダグリューム光線
両拳から放つ驚異的威力を誇る必殺光線。かなりのエネルギーを消費するため、多用すると命取りになる。グローカールークを倒した。ギガエンドラには効かなかった。
バトレックショット
拳に気を集めて放つ速射ビーム。連続発射できる。グローカービショップにダメージを与えた。
クラッシャーブローム
鋼鉄も引き裂く、渾身パワーの結集。グローカールークにダメージを与えた。
ジャスティスホイッパー
敵の体や腕をつかんで持ち上げ、投げ飛ばす技。スタンダードモードが持つ同名の技より強力で、グローカービショップの巨体を放り投げダメージを与えた。
クラッシャーハイキック
空高くジャンプした後、急降下時の重力で破壊力が強化されたキックを放つ技。一撃でグローカールークのカギ爪をへし折った。

### コスモスとジャスティスの合体技
クロスパーフェクション
コスモス・フューチャーモードとジャスティス・クラッシャーモードの必殺光線を集束させ、強力なエネルギー波で敵を蒸散させる。この時、コスモスは右拳から、ジャスティスは左拳からそれぞれ光線を放つ。グローカービショップを倒したが、ギガエンドラには効かなかった。なお、ギガエンドラに放った際は、コスモスとジャスティスの位置が逆だった。
ダブルローリングアタック
コスモス・フューチャーモードとの連携技。コスモスとジャスティスが同時にジャンプし、空中で並んで回転しながら、敵の頭上に垂直急降下キックを食らわす。グローカービショップに大ダメージを与えた。

### ウルトラマンレジェンド
宇宙の大いなる2つの力（ウルトラマンコスモスとウルトラマンジャスティス）の意志と愛が融合したウルトラマンである。劇中のギャシー星人の伝承では不死鳥の如き黄金の光に満ちた宇宙に輝く神と語られている、最強の戦士。「全能の神」に相応しい戦闘能力を持つ。
- デザインは丸山浩が担当した[23]。コスモスとジャスティスの融合体であるが、2体の要素は合わせていない[18]。複数の色を合わせると最終的にグレーになるため、体色をグレーにしている[18]。カラータイマーは太陽エネルギーをイメージして、周囲から光が放射線状に伸びていくイメージが決定稿となった[18]。
- スーツは2体造られている[29]。

能力・技
オーロラルパワー
相手の攻撃エネルギーを吸収して増幅させ、そのパワーを利用して押し戻す驚愕のパワー。ギガエンドラのイレイザーボールを押し戻した。
スパークレジェンド
体を高速回転させ、全身のエネルギーを一気に放つ宇宙最強の究極技。ギガエンドラのイレイザーボールの攻撃エネルギーを吸収・増幅し、倒した。
レジェンドプロテクト（本編未使用）
体内から発するエネルギーで壁を作り、あらゆる攻撃を防ぐ。
レジェンドセーション（本編未使用）
重力のある空間でも体を空中で停止できる。
レジェンドクリア（本編未使用）
障害物の向こう側を透視する。
レジェンドヒアリス（本編未使用）
遠くの小さな音でも聞き分けられる。
レジェンドシフト（本編未使用）
気（ウルトラ念力）を駆使した瞬間移動。
レジェンドロックス（本編未使用）
飛行能力のある敵などを空中停止させる。
レジェンドプラティス（本編未使用）
透明な敵や、幻影を見せる敵を実体化させる。
レジェンドキネシス（本編未使用）
気（ウルトラ念力）を駆使して、物体を空中移動させる。
本編では未使用だったが、『大怪獣バトルRR』では必殺技として存在。気で敵を持ち上げ、地面に叩きつける技として描写されている。
時間移動能力（名称不明／本編未使用）
時間を超越して、過去や未来に行く能力。
レジェンドバースト
『大怪獣バトルRR』で追加された技。レジェンドキネシスで敵を空中に持ち上げた後、スパークレジェンドで粉砕する。
他の作品への登場
『ウルトラマンフェスティバル2003ライブステージ』にて、初登場。2003ライブステージオリジナルの怪獣に立ち向かう。
映画『ウルトラマンサーガ』の初期プロットではクライマックスでの登場が予定されていた。
Web特撮ドラマ『ウルトラギャラクシーファイト 大いなる陰謀』ではアブソリュートタルタロスに応戦するためコスモスとジャスティスが合体するかたちで登場。スパークレジェンドを放つことでタルタロスを退散させる。

## 登場怪獣・宇宙人
- チャイルドバルタン シルビィ
- ネイチュア宇宙人 ギャシー星人
- 友好巨鳥 リドリアス
- 古代暴獣 ゴルメデ
- 電撃怪獣 ボルギルス
- 伝説薬使獣 呑龍
- 隕石小型珍獣 ミーニン

### スペースリセッター グローカー
デラシオンによって地球に送り込まれたロボット兵器。宇宙正義に基づき人類を抹殺するようプログラムされており、感情というものは全く存在しない。青と白を基調としたカラーリングと、赤いモノアイが特徴。下記の4体が存在し、そのうち3体のグローカーの名称はそれぞれチェスの駒の名前が由来となっている。

スペースリセッター グローカーマザー
グローカーを製造する無人の惑星攻撃メカ。体内でグローカーボーンを製造する他、生産機能を捨てることで自身も戦闘形態に変形する機能も備わっており、ジャスティスにグローカールークが倒されると、他のパーツを捨て去りグローカービショップ（下記）に変形した。グローカーボーンを製造するためのエネルギー源・アブソリアを加工する。
だが、地球に送られたグローカーマザーは大量にあるグローカーマザーのほんの1機だけに過ぎず、デラシオンが登場した際その周りに大量にいるのが確認できる。

スペースリセッター グローカーボーン
グローカーマザーにより大量生産されるグローカーの初期形態。劇中では5体現れ、破壊活動を行う。敵勢力の偵察および掃討が目的である。主な武器は両腕から撃つ衝撃光球弾のプレスバルブ、両腕のボーンキャノンで、地上から軍事衛星を攻撃できるほどの射程を誇る。ウルトラマンコスモスのキックで1体が破壊され、EYESと地球怪獣たちの攻撃で2体が破壊されるも、残った2体は合体してグローカールークになった。
- DVDのライナーノーツなどでの表記はボーン（BORN）である。

スペースリセッター グローカールーク
グローカーボーン2体が分裂合体したグローカー第2形態。両肩に鋭い刃、顔に6本の刃から成り立つ鋭い顎などを有した攻撃的なフォルムをしており、戦闘能力はボーンの時より格段に上がっている。「抵抗スル者ハ全テ排除」と呟くのが特徴。
武器は両手首の鋭い長剣ルークスエッジと、背面の視覚器官・レッドアイなどから放たれるブレアビーム、両肩のルークキャノンから放たれるヘルムートバルブで、これらの武器で地球怪獣たちを追い詰める。そして刃でリドリアスに止めを刺そうとしたところを、テックライガー2号に阻止され、改心したジャスティスと戦う。長剣でジャスティスを苦戦させるも、長剣を折られ、最期はクラッシャーモードに変身したジャスティスのダグリューム光線で破壊された。

スペースリセッター グローカービショップ
グローカーマザーが変形したグローカーの最終形態で、「任務ノ障害ヲ完全ニ消去」という言葉を復唱する。その見た目は大柄で、巨大な装飾のようなものが施された豪華なデザインをしている。
大柄ゆえに通常の動きは遅めだが、背中と足裏のハイクォートバーニアによって素早さを補っている。武器は額のモノアイから連続発射する光弾ブレアビームに、両腕の鉤爪内部にあるビショップキャノンから放たれる光弾ジルサデスビーム、バーニアを用いたバーニアダッシュ、ビショップブロー。全グローカー中トップクラスの戦闘力を誇り、そのパワーはバーニアダッシュでジャスティスを簡単に跳ね飛ばし、腕でコスモスを鷲掴みにして中々放さないほど。
ジャスティスを苦戦させたが、後にフューチャーモードになったコスモスが駆けつける。そして2対1の戦いになりながらも善戦したが、腕や装飾を破壊されるなどして徐々に追い詰められていき、最後はクロスパーフェクションで破壊された。
- PS2ゲーム『ウルトラマン Fighting Evolution 3』のウルトラモード「コスモスVSジャスティス」ならびに「世界10拠点同時侵略指令」に敵として登場。タッグモードでウルトラマンコスモスとウルトラマンジャスティスを選択してクリアすると使用可能になる。必殺技のジルサデスビームと特殊技のバーニアダッシュを持つ。特にジルサデスビームは相手に対してSクラスのダメージを与える。

### ファイナルリセッター ギガエンドラ
デラシオンの惑星破壊兵器。6本の腕・エンドラアームから発射する消滅エネルギーと中心部から発射する1000万度の高熱のイレイザーボールによって惑星を消滅させる。防衛武器としてはエンドラアイからはプラズマ光線ギガズマスパートを放射する。
人類の直径500キロメートルの小惑星を破壊するほどの攻撃やコスモス、ジャスティスが総力を挙げても傷一つ付かない装甲を有するが、最後はレジェンドに破壊された。
- 『円谷プロ全怪獣図鑑』では独立した怪獣として扱われておらず、後述のデラシオンの項目内で補足情報として紹介されるに留まっている（別名や全長・重量の記載もない）[37]。

### デラシオン
宇宙正義に基づいて宇宙の調和を図ろうとする神秘の存在。大いなるものや宇宙予言司とも呼ばれ、プレディクトと呼ばれる未来を予測する能力を持つ。その姿はインフィニーという威光に包まれている。
地球が2,000年後に宇宙の平和維持を乱す星になるという予測が出たため、自らの代理人としてウルトラマンジャスティスを地球に派遣し、地球人類に地球の全生命のリセットを宣告。さらにグローカーとギガエンドラを送り込んだ。派遣したグローカーが全て倒され、ギガエンドラもウルトラマンレジェンドに破壊されたため、大量のグローカーマザーを率いて自ら現れたが、コスモスとジャスティスの説得によりリセットを撤回し、「希望」というメッセージを人類に残し帰還した。

## キャスト
- 春野ムサシ - 杉浦太陽
- ジュリ - 吹石一恵
- フブキ隊長 - 市瀬秀和
- カシマ副隊長 - 清水圭
- クラモト隊員 - 麻田ユリカ
- ショウダ隊員 - 仁科克基
- ワタライ隊員 - 東城大
- ヒウラハルミツ - 嶋大輔
- ミズキ シノブ - 坂上香織
- ドイガキコウジ - 須藤公一
- モリモトアヤノ - 鈴木繭菓
- シャウ - 斉藤麻衣
- ジーン - 松尾政寿
- 川瀬マリ - 西村美保
- イケヤマ - 市川兵衛
- イヌガイ司令官 - 嶋田久作
- ヒジカタ参謀 - 大滝明利
- ミオ - 大後寿々花
- 少年時代のムサシ - 東海孝之助
- キド隊長 - 風見しんご
- ヒュウガ隊員 - 斉藤りさ
- カノウ隊員 - 加瀬尊朗
- マカベ隊員 - 中村浩二
- 吉井ユカリ - 堀江奈々
- SRC中国代表 - 満田かずほ
- SRC各国代表 - リチャード・クロップ、インゲ・ムラタ、マーク・マードック
- アナウンサー - 越村公一
- 春野みち子 - 高橋ひとみ
- アカギ審議官 - 高樹澪
- オオワダ代表 - 川地民夫
- 街のラッパー - 烈火斬[38][注釈 4]

### 声の出演
- ウルトラマンコスモス - 佐藤佑暉、稲田徹
- ウルトラマンジャスティス - 龍谷修武
- ウルトラマンレジェンド - 稲田徹
- チャイルドバルタン - 最上莉奈
- デラシオン - 原知佐子
- 職員アナウンス / コンピュータ - 溝上真紀子
- 壁面モニター内ナレーション - 松木朗
- ナレーター - ボンバー森尾

### スーツアクター
- ウルトラマンコスモス（ルナモード、スペースコロナモード、エクリプスモード、フューチャーモード）、ウルトラマンレジェンド - 長谷川恵司
- ウルトラマンジャスティス（スタンダードモード、クラッシャーモード） - 荻野英範
- ウルトラマンコスモス（エクリプスモード）、ドンロン - 寺井大介
- リドリアス - 岡野弘之
- ゴルメデ - 永田朋裕
- ボルギルス - 山崎義行
- グローカーボーン第一形態 - 横尾和則、岩崎晋弥
- グローカールーク第二形態 - 山本諭
- グローカービショップ第三形態 - 田辺信彦
- ミーニン - 福岡まどか

## スタッフ
- 監修 - 円谷一夫
- 製作 - 圓谷昌弘、迫本淳一、東聡、川城和実、近藤邦勝、門川博美、阿部敬悦、千葉和治、中川和昭
- 企画 - 円谷英明、宮島秀司、竹内淳、上埜芳被、谷徳彦、梅本史郎、高田洋一、松井聡、竹田正信
- チーフプロデューサー - 鈴木清
- プロデューサー - 吉田剛、里吉純、久保聡、村上仁之、丸谷嘉彦、水尾芳正、河井常𠮷、小松崎孝一
- 音楽プロデューサー - 玉川静
- 音楽 - 矢野立美
- 脚本 - 長谷川圭一、川上英幸
- 撮影・VFXスーパーバイザー - 大岡新一
- 美術 - 大澤哲三
- 照明 - 高野和男
- 録音 - 浦田和治
- 操演 - 根岸泉
- 助監督 - 野間詳令
- 殺陣 - 車邦秀
- 編集 - 松木朗
- スクリプター - 山内薫
- 製作担当 - 中井光夫
- 製作協力プロデューサー - 渋谷浩康、小山信行
- 企画協力 - 江藤直行、小林敬宜、飯塚寿雄
- 背景 - 島倉二千六
- CGIプロデュース&スーパーバイズ - 渡部健司
- ビジュアルエフェクトコーディネーター - 原田昌樹
- 音響 - 伊藤克巳、今野康之
- 効果 - 小林直人
- キャラクターデザイン - 丸山浩、酉澤安施、杉浦千里
- イメージボード - 橋爪謙始、とりさわやすし、奥山潔
- タイトル - 熊谷幸雄
- キャスティング - 小島文夫
- 映画ウルトラマンコスモスVSウルトラマンジャスティス製作委員会（円谷プロダクション、バンダイ、バンダイビジュアル、TBS、毎日放送、講談社、小学館、セイカ、松竹）
- 監督・特技監督 - 北浦嗣巳

## 主題歌
「High Hope」
作詞・作曲 - KATSUMI / 編曲 - 大門一也 / 歌 - Project DMM

## 映像ソフト化
2003年12月21日にDVDが発売された。